# 11431 Karelbosscha
A 11431 Karelbosscha (ideiglenes jelöléssel 4843 T-1) a Naprendszer kisbolygóövében található aszteroida. Cornelis Johannes van Houten,  Ingrid van Houten-Groeneveld és Tom Gehrels fedezte fel 1971. május 13-án.